# Радиша Марковић
Радиша Марковић је српски певач народне музике. Најпознатије његове песме су Незнанка и Чија ли си сада.

## Дискографија
Студијски албуми
- Чија ли си (1981)
- Катарина (1983)